# Petneházy Kiss Bence
Petneházy Kiss Bence (született John Benga) (Pennsylvania, 1924 – Kistarcsa, 2013. október 22.) népművész, író, költő, olvasószerkesztő.

## Életrajza
Petneházy Kiss Bence Pennsylvania államban született magyar szülőktől. Családjával hároméves korában Magyarországra költöztek, iskoláit is itt végezte el.
Később 38 évig ismét az USA-ban élt. Feleségével ezen időszak alatt mindennapi munkája mellett a hagyományos népművészet ápolásával a magyar kultúrát képviselték. Amerikai kint tartózkodása alatt szerkesztőségi munkát végzett, verseket publikált, előkészítette megjelenésre a könyveit.
Felesége halála után – mivel számtalan betegségen, műtéten esett át – nem tudta folytatni a kiállítások megszervezését. Az évek során felhalmozódott népviseleti öltözékeket, tárgyakat 2001-ben a görögkatolikus egyháznak adományozta, így gyűjteménye a New Jersey-beli Perth Amboy város Szent Mihály templomába került állandó kiállításra.
2002-ben végleg hazatelepült. A Délibáb folyóirat olvasószerkesztője lett, 2006-tól a Cserhát Művészkör alelnöke.

## Díjai
- Amerikai állami kitüntetés /népművészet/
- Cserhát-nívódíj
- Népművészeti nagydíj I. fokozata (Cserhát Művészkörtől)
- Magyar Népművészetért (2003) (Cserhát Művészkörtől)
- Rákóczi-díj
- Év költője díj (Galgamenti Művész Egyesület, Bag) (2005)
- József Attila emlékdíj (2006) Bartis Ferenctől
- Batsányi-emlékdíj (2007)
- Életmű-díj (Újjászületés lap (2009. november 14.))
- Faludy György Alkotóműhely Országos költői pályázat (Ezüstdiploma 2011)
- Napút folyóirat ösztöndíja[3]

## Tagságai
- Cserhát Művészkör
- Galgamenti Művész Egyesület / Mára megszűnt!/

## Verseskötetei
- Tollamnak akkor csillag hegye volt; Cserhát Művész Kör, Bp., 2004
- Ihász-Kovács Éva–Petneházy Kiss Bence: A szerelem mágusai. Válogatott versek; Cserhát Művész Kör, Bp., 2006

## Írásai, versei
- Batsányi antológia (2004–)
- Kláris: antológia
- Délibáb: antológia
- Szent Apostol kiadó antológiái
- Kelet Magyarországi Kristály
- Kristály
- Kláris
- Szárnyaló Képzelet
- Újjászületés: antológia
- Szelektív hulladék: antológia (Miskolc)
- Mait-antológia (Miskolc)
- Zengő fény
- Lázadó dalnok: antológia
- Szelektív hulladék